# Établissement urbain de Kandalakcha

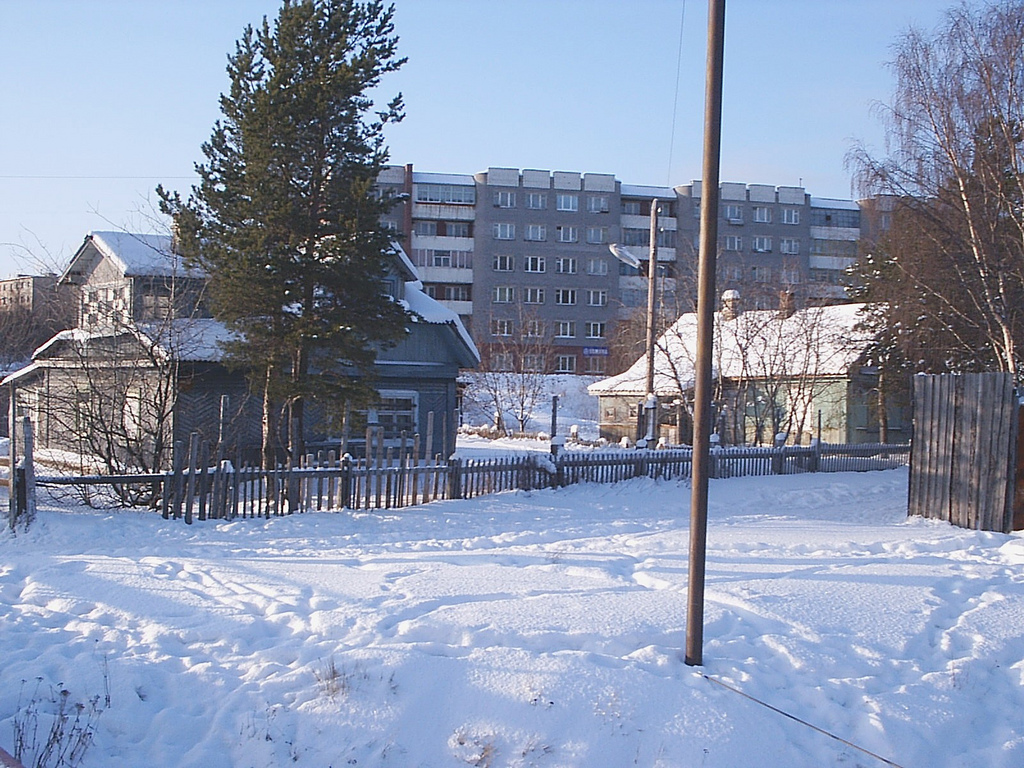
Vue de Kandalakcha.

Localisation de la municipalité de Kandalakcha, dans le raïon de Kandalakcha

L'arrondissement urbain de Kandalakcha est une formation municipale de l'extrême nord-ouest de la Russie dans la péninsule de Kola. Il dépend du raïon de Kandalakcha (dont il couvre la partie nord-est), dans le sud de l'oblast de Mourmansk. Son chef-lieu administratif est Kandalakcha. Sa population - en baisse - s'élevait en 2013 à 36 449 habitants.
La municipalité urbaine a été formée par une loi de l'oblast de Mourmansk du 27 décembre 2005 et a pris effet le 21 mars 2006. Neuf territoires habités la composent: la ville de Kandalakcha, les villages de Louvenga, de Kolvitsa, et de Fedosseïevka , ainsi que les territoires ruraux de Nivski (1 043 habitants en 2010), et Beloïe More (660 habitant en 2010), et les hameaux formés autour de la gare de Pinozero , de la gare de Prolivy et de la gare de Routchi.

## Géographie
Cette municipalité urbaine se trouve au sud de l'oblast de Mourmansk et Kandalakcha est à 200 kilomètres au sud de Mourmansk. La partie sud-est est délimitée par le golfe de Kandalakcha. La municipalité urbaine est délimitée au nord par les arrondissements urbains d'Apatity et de Poliarny, au sud, par le territoire (ou municipalité) urbain de Zelenoborski et le territoire rural de Zaretchensk, à l'ouest par le territoire rural d'Alakourtti, ainsi que le raïon de Kovdor. La municipalité urbaine est délimitée à l'est par le territoire rural d'Oumba.

## Localités
| Liste des localités | Liste des localités | Liste des localités |
| Localité            | Statut              | Population 2010     |
| ------------------- | ------------------- | ------------------- |
| Kandalakcha         | ville               |                     |
| Beloï More          | localité            | 660                 |
| Kolvitsa            | village             | 9                   |
| Louvenga            | village             | 575                 |
| Nivski              | localité            | 1043                |
| Pinozero            | village-gare        | 149                 |
| Prolvy              | village-gare        | 42                  |
| Routchi             | village-gare        | 1                   |
| Fedosseïevka        | village             | 3                   |